# SS Częstochowa
SS Robur IV, od 1940 Częstochowa – polski masowiec polsko-szwedzkiego towarzystwa armatorskiego "Polskarob".
Statek został zwodowany w 1930 roku w stoczni w Göteborgu na zamówienie "Polskarobu" jako "Robur IV". Pod tą nazwą pływał do roku 1940. Po wybuchu II wojny światowej pod dowództwem kpt. ż.w. Edwarda Gubały wydostał się z Bałtyku i przeszedł do Wielkiej Brytanii.
Nową, wojenną nazwę otrzymał w roku 1940. Wiązało się to z przejęciem całości "Polskarobu" przez jego głównego udziałowca Alfreda Faltera. Zmienił on wtedy nazwy czterech swoich statków "Robur" z kolejnymi oznaczeniami literowymi (IV, V, VI i VIII) na nazwy wywodzące się z Trylogii Henryka Sienkiewicza (pozostałe brzmiały Kordecki, Kmicic i Zagłoba). Zerwał też w ten sposób z tradycją "Polskarobu", który miał niegdyś niemieckich udziałowców.
W nocy z 19 na 20 sierpnia 1941 roku u wschodnich wybrzeży Anglii, po wyjścia z ujścia rzeki Tyne w rejs do Reykjavíku, statek został zatopiony przez kuter torpedowy Kriegsmarine S-48. Dowódcą statku był wówczas kpt. ż.w. Zygmunt Kinast. Podczas storpedowania zginął II oficer Bohdan Senycia. Wrak spoczywa na głębokości 16 m na wysokości estuarium The Wash.